# Fjälsjön, Östergötland
Fjälsjön är en sjö i Norrköpings kommun i Östergötland och ingår i Nyköpingsåns huvudavrinningsområde. Sjön är 9 meter djup, har en yta på 0,292 kvadratkilometer och är belägen 70,6 meter över havet.

## Delavrinningsområde
Fjälsjön ingår i det delavrinningsområde (652467-152023) som SMHI kallar för Utloppet av Fjälaren. Medelhöjden är 65 meter över havet och ytan är 31,2 kvadratkilometer. Det finns ett avrinningsområde uppströms, och räknas det in blir den ackumulerade arean 51,83 kvadratkilometer. Tisnare Kanal som avvattnar avrinningsområdet har biflödesordning 3, vilket innebär att vattnet flödar genom totalt 3 vattendrag innan det når havet efter 106 kilometer. Avrinningsområdet består mestadels av skog (86 procent). Avrinningsområdet har 2,4 kvadratkilometer vattenytor vilket ger det en sjöprocent på 7,7 procent.